# 赤杨多管火箭炮
赤杨多管火箭炮（羅馬化：Vilkha，直译：「赤杨」）是乌克兰研发的一型多管火箭炮系统。该型火箭炮系统为前苏联BM-30「龍捲風」火箭炮改进型，发射300毫米制导火箭弹，采用乌克兰国产部件，于2018年起开始装备乌克兰陆军。

## 发展
2016年1月，时任乌克兰总统彼得·波罗申科在国家安全与国防事务委员会上首次公开了赤杨多管火箭炮项目。该项目由射线设计局主导开发，并联合其他公营和私营企业合作开发。火箭弹射程为70公里，其飞控系统、火箭燃料、弹头、卡车底盘都采用乌克兰国产设计。同年进行了首次试射。
2017年5月，波罗申科现场观看了火箭炮试射。2018年8月24日，在基辅独立日阅兵上公开展示。同年10月宣布与乌克兰国防部签订合同并开始量产，以供应乌克兰武装部队。2020年5月，射线设计局完成该批量产合同，并全数交付乌克兰武装部队。
2019年，开始开发增程的赤杨-M型火箭炮，射程增加到130公里。截至2021年，赤杨-M仍在测试中。赤楊-M於2022年5月首次在實戰中使用。

## 系统诸元
- 底盘：MAZ-543（英语：MAZ-543）（原BM-30底盘） 或 KrAZ-7634（英语：KrAZ-7634）（乌克兰国产底盘）
- 最大射程：赤杨：70公里；赤杨-M：130公里
- 弹头重量：赤杨：250千克；赤杨-M：170千克
- 圆概率误差：赤杨：约10米；赤杨-M：30米
- 转场时间：3-4分钟[9]
- 齐射速率：48秒内12发[9]

## 使用国
- 乌克兰：截至2020年，交付92枚赤杨火箭弹[10]。